# Regressió isotònica

Un exemple de regressió isotònica (línia vermella sòlida) en comparació amb la regressió lineal a les mateixes dades, ambdues s'ajusten per minimitzar l'error quadrat mitjà. La propietat de forma lliure de la regressió isotònica significa que la línia pot ser més inclinada on les dades són més pronunciades; la restricció d'isotonicitat significa que la línia no disminueix.

En estadística i anàlisi numèrica, la regressió isotònica o la regressió monòtona és la tècnica d'ajustar una línia de forma lliure a una seqüència d'observacions de manera que la línia ajustada no decreixi (o no augmenta) a tot arreu i es troba el més a prop de les observacions. com sigui possible.

## Aplicacions
La regressió isotònica té aplicacions en la inferència estadística. Per exemple, es podria utilitzar per ajustar una corba isotònica a les mitjanes d'algun conjunt de resultats experimentals quan s'espera un augment d'aquestes mitjanes segons un ordre particular. Un benefici de la regressió isotònica és que no està limitada per cap forma funcional, com ara la linealitat imposada per la regressió lineal, sempre que la funció sigui creixent monòton.
Una altra aplicació és l'escala multidimensional no mètrica, on es busca una incrustació de dimensions baixes per als punts de dades de manera que l'ordre de distàncies entre els punts en la incrustació coincideixi amb l'ordre de dissimilaritat entre els punts. La regressió isotònica s'utilitza iterativament per ajustar distàncies ideals per preservar l'ordre de dissimilaritat relativa.
La regressió isotònica també s'utilitza en la classificació probabilística per calibrar les probabilitats previstes dels models d'aprenentatge automàtic supervisat.
Regressió isotònica per al cas ordenat simplement amb univariant {\displaystyle x,y} s'ha aplicat per estimar relacions contínues dosi-resposta en camps com l'anestesiologia i la toxicologia. En termes estrets, la regressió isotònica només proporciona estimacions puntuals als valors observats de {\displaystyle x.} L'estimació de la corba completa dosi-resposta sense cap hipòtesi addicional es fa normalment mitjançant una interpolació lineal entre les estimacions puntuals.
S'ha desenvolupat un programari per calcular la regressió isotònica (monòtònica) per a R, Stata i Python.